# Maryport
Maryport este un oraș în comitatul Cumbria, regiunea North West, Anglia. Orașul se află în districtul Allerdale.